# غواينا
جان كارلوس سانتياغو بيريز (من مواليد 16 سبتمبر 1992) ويُعرف أكثر باسمِ غواينا هو مغني راب بورتوريكو. اشتهر بأغنية «ReBoTa». وقَّع عقد تسجيل مع شركة الموسيقى الأمريكية يونيفرسال ميوزيك لاتينو (بالإنجليزية: Universal Music Latino)‏.

## روابط خارجية
- غواينا على موقع IMDb (الإنجليزية)
- غواينا على موقع ميوزك برينز (الإنجليزية)
- غواينا على موقع أول ميوزيك (الإنجليزية)
- غواينا على موقع ديسكوغز (الإنجليزية)